# Cécile Allegra
Cécile Allegra est une réalisatrice et scénariste française. Elle est lauréate du prix Albert-Londres.

## Biographie
Née à Rome, en Italie, fille d’un Italien et d’une Française, Cécile Allegra est diplômée de l'Institut d'études politiques de Paris. Depuis 1999, elle travaille comme documentariste et reporter à travers le monde, avec deux centres d’intérêt spécifiques : la condition des hommes et des femmes sur les théâtres bouleversés par la guerre et leur longue errance sur le chemin de l'exil. Elle s'intéresse également à l’évolution des mafias, en particulier en Italie.
En 2017, elle est lauréate de l'Atelier Scénario de la Femis, sous la direction de Jacques Akchoti.

## Presse écrite
Jusqu'en 2007, elle réalise des grands reportages en presse écrite, principalement pour le Monde2. Entre autres : L'école des enfants esclaves, (Le Monde 2, 2005, photos : Sixtine Dubly) sur l'ashram créé par Kailash Sathiyarti pour récupérer d'anciens enfants esclavagisé dans les usines de tapis de l'Uttar Pradesh Indien, La mort lente du lac Dal, (Le Monde2, 2005, photos : Graham Morrison), sur la pollution de la plus vaste réserve d'eau du continent indien créée par la guerre au Cachemire, Cachemire, la dernière frontière, sur la réouverture de la frontière minée entre le Cachemire indien et l'Azad Cachemire pakistanais (Match, 2004, photos : Graham Morrison) ;« Shinto, la psychologue du tsunami », sur le trauma psychique des populations de Banda Aceh (Le Monde 2, 2005, photos : William Daniels) « Gereida, dans le plus grand camp de réfugiés du monde » (Le Monde 2, 2006, photos : Grégoire Korganow), sur la fuite éperdue des darfouri poussés vers le Tchad par les milices janjawids et les bombardements du régime d'Omar El Bechir.
Régulièrement, ses principales enquêtes sont publiées par Le Monde : Naples : une enfance au travail (2012), Ces enfants sont durs au travail (2013), Sur la piste des réfugiés du Sinaï (2014) et Viol de guerre, autopsie d'un crime (2017).
Elle a également collaboré avec The Guardian, Marie Claire, Internazionale, El Païs, Le Soir, Le Temps, Causette.

## Télévision
Cécile Allegra se tourne ensuite vers le reportage télévisé, tournant pour Arte Reportage, notamment : Népal, La famine oubliée (2008), Naples, le salaire des enfants (2011), Italie, le bal des débutants (2013), Italie, le grand procès (2014), concevant et supervisant d'autres reportages, entre autres : Roumanie, le vent de la récolte (2013), Mayotte, l'île des enfants perdus (2013), Grande-Bretagne, la révolte des carers (2013), Grande-Bretagne, l'enfance volée (2013).

## Documentaire
En 2010, elle tourne et co-produit Haïti, la blessure de l’âme, co-réalisé avec Raoul Seigneur, (France Ô / TV5monde), sur le trauma psychique dans l'Haïti de l'après-séisme. Le film, mis en musique par Mathias Duplessy et porté par la voix de Jacques Weber, est sélectionné au Festival des Films du Monde (Canada), au FIFE (Festival du Film d’Environnement), au Cinema Planeta (Mexique), au FIGRA 2011 et il est finaliste du Prix Albert-Londres 2011.
Tourné en 2011, La Brigade, (France 5), est une plongée dans la vie de huit incorruptibles napolitains qui ont arrêté les principaux chefs mafieux entre 2002 et 2008 (musique Mathias Duplessy). En 2013, Une enfance au travail, (France 3), raconte l'enfance de gamins qui ont grandi dans l'ombre des arrière-boutiques, de Naples à Doncaster, de Ribnovo à Leeds.
En 2014, Voyage en barbarie (Public Sénat / France Ô), co-réalisé avec Delphine Deloget, raconte la longue errance, entre la Suède et l'Égypte, de six jeunes garçons, tous survivants des camps de torture du Sinaï. Le film remporte plus de 15 récompenses françaises et internationales.
En 2015, Black-out (Arte) co-réalisé avec P. De Dole, suit à travers l'Europe le destin des laissés pour compte de la libéralisation à tout crin, les précaires énergétiques.
En 2016, Etat-mafia : un pacte sanglant (France 3) co-réalisé avec Mario Amura, avec une nouvelle musique originale de Mathias Duplessy lève le voile sur cinquante ans d'un pacte historique noué entre l'État italien et la mafia sicilienne pour diriger la 4e puissance européenne.
En 2017, elle travaille sur les violences sexuelles dans la guerre civile libyenne, en 2011 et découvre l'existence d'un système de viol de guerre visant spécifiquement les hommes (2011-2018), aux côtés de Céline Bardet, juriste internationale et fondatrice de We are not Weapons of War. Projeté à Genève en avant-première mondiale au FIFDH, le film Anatomie d'un crime (Arte) remporte le Prix de l' OMCT 2018, et le Grand Prix au Festival du PRIMED 2018.
En 2022, elle réalise Le Chant des vivants, un documentaire de 82 minutes sur des survivants africains à l'exil arrivant à Conques dans l'Aveyron où l'association Limbo les accueille et les aide à se reconstruire.
En 2025, elle rend hommage à Letizia Battaglia, photographe des années de sang, coproduit par Nilaya Productions & Zenit Arti Audiovisive, avec la participation de France TV, RAI Documentari & Histoire TV.

## Publications
- Le Salaire des enfants, Éditions Stock (finaliste du Prix du livre européen, 2016).

## Distinctions
- Prix de l'œuvre audiovisuelle de l'année, SCAM 2016.
- Étoile de la SCAM 2015.
- Prix Albert Londres 2015[20],[21],[22].
- Grand Prix du Primed, 2015.
- Best documentary Award, New York City Film Festival 2015.
- Best documentary award, African Film Festival Arusha.
- Grand Prix OMCT, FIFDH de Genève.
- Prix Rsf-Olivier Quemeneur au Figra 2015
- Bourse d'aide à l'écriture Brouillon d'un rêve de la SCAM pour La Brigade
- Etoile de la SCAM 2018 pour Italie-Mafia : le pacte sanglant
- Grand Prix 2018 de l'OMCT au FIFDH de Genève pour Anatomie d'un Crime
- Grand Prix 2018 Enjeux Méditerranéens au PRIMED de Marseille pour Anatomie d'un Crime